# Sentiero attrezzato Günther Messner
Il sentiero attrezzato Günther Messner anche conosciuto come alta via Günther Messner o Günther-Messner-Steig (in tedesco), brevemente nota come GM, è un sentiero alpinistico con alcuni tratti attrezzati che ruota attorno alle Odle di Eores, tra la Val di Funes e la valle di Eores (presso Bressanone), all'interno del parco naturale Puez-Odle in Alto Adige.

## Toponimo

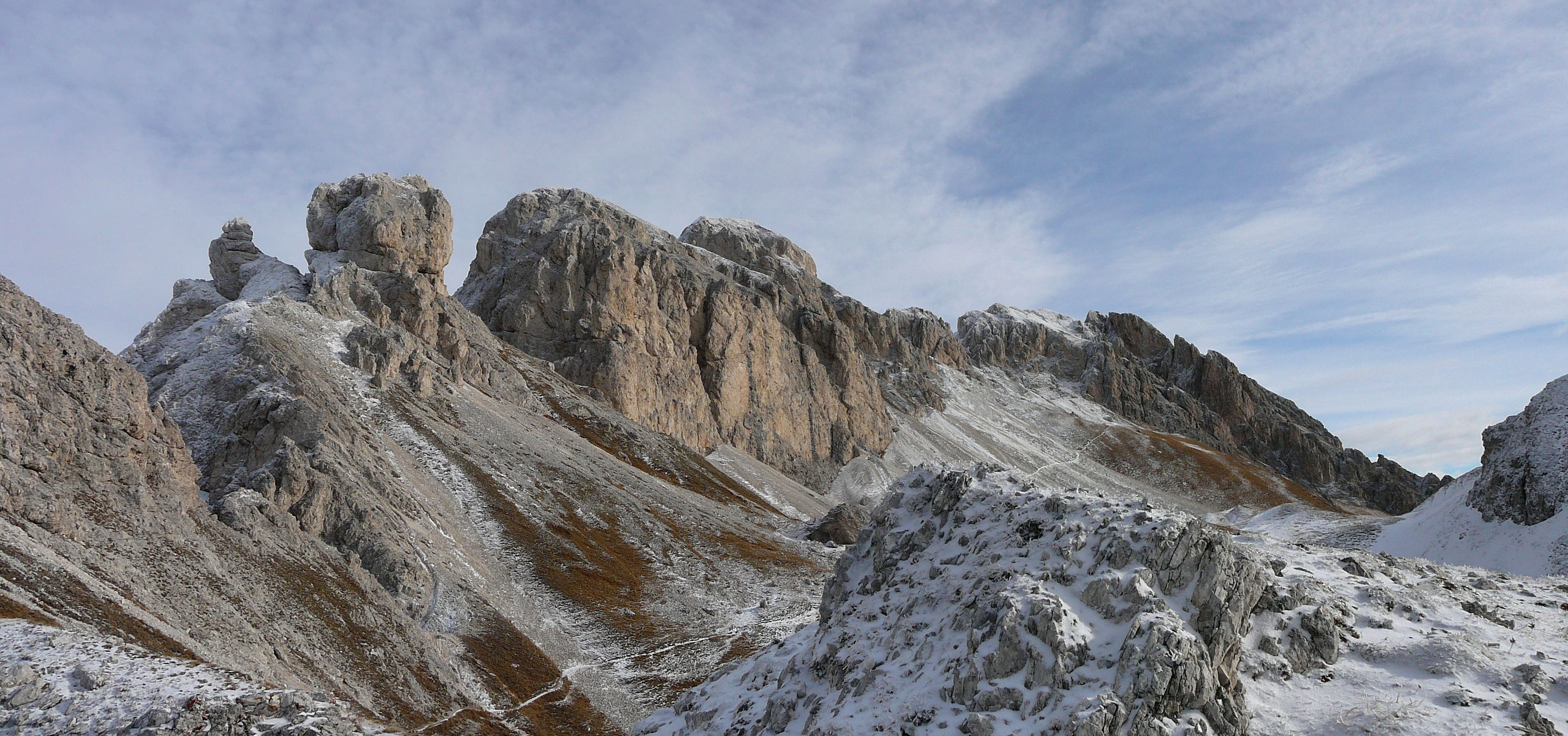
Tratto dell'alta via, con il monte Tullen

Questo sentiero attrezzato è intitolato a Günther Messner, alpinista originario della val di Funes,  deceduto il 29 giugno 1970 durante la nota spedizione sul Nanga Parbat affrontata con il fratello Reinhold.

## Descrizione

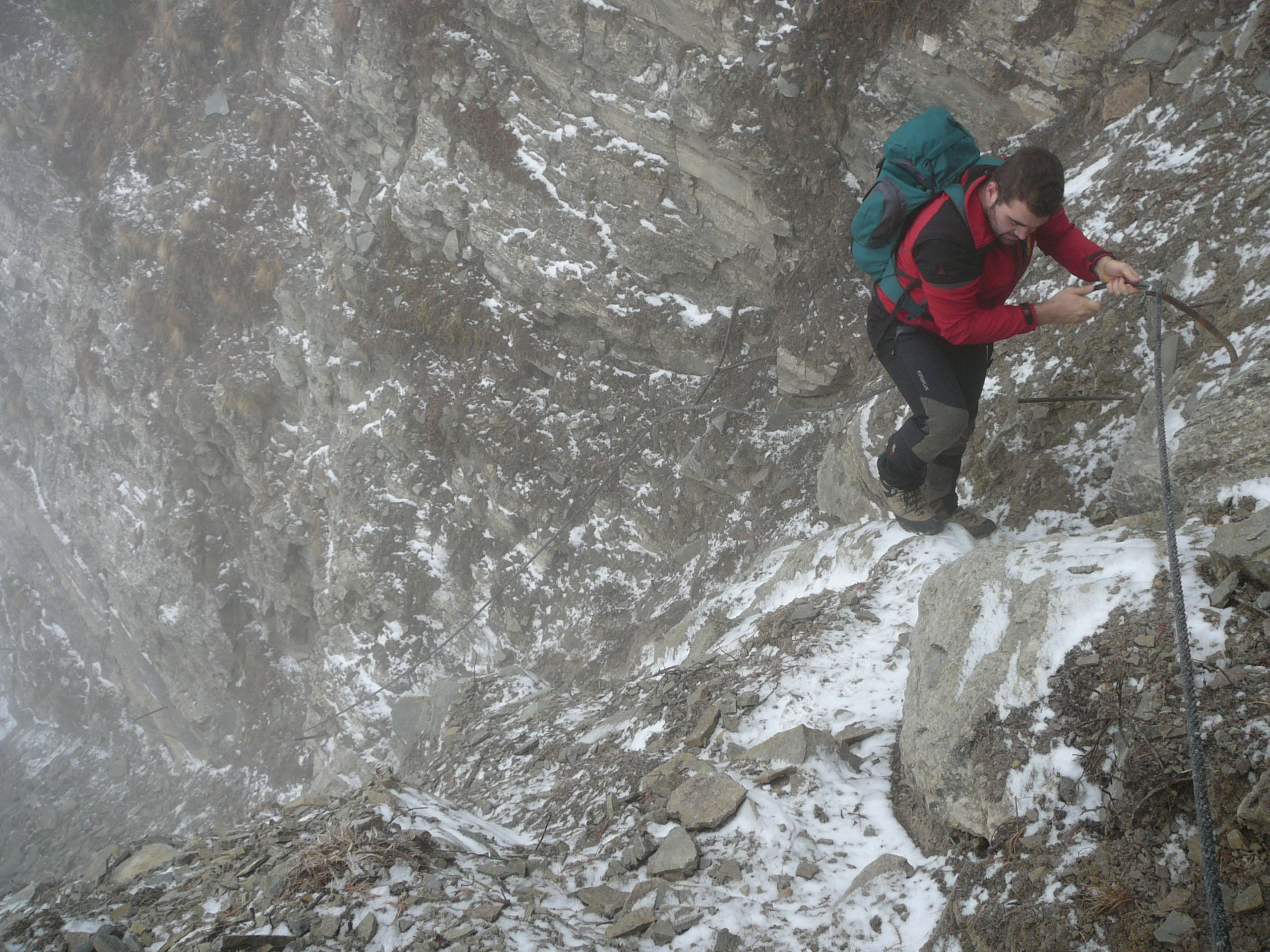
Il primo tratto attrezzato

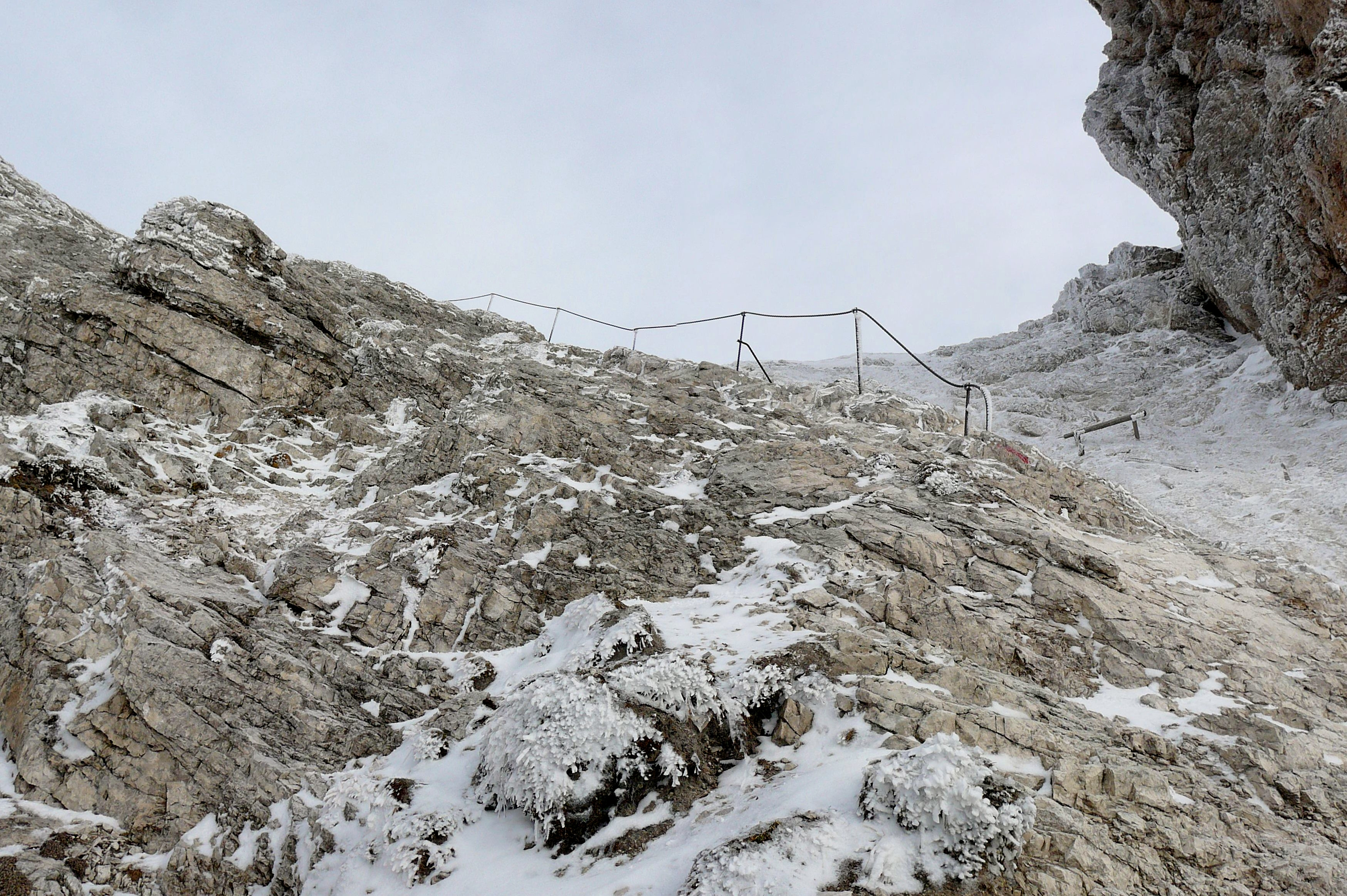
Secondo tratto attrezzato per raggiungere la cima del monte Tullen

Una delle possibili partenze per questo anello è il punto denominato "Croce dei Russi" (Russis-Kreuz) a 1.715 metri lungo la strada che congiunge la valle di Eores a quella di Funes, poco distante dal bivio per il passo delle Erbe.
Lasciata la macchina qui, si prende l'unico sentiero, segnalato come "GM" o anche con il numero 25. Subito ci si innalza rapidamente in mezzo al bosco lungo un sentiero pieno di radici di abeti. Dopo un'oretta si deve superare un breve tratto attrezzato con corda metallica raggiungendo su un sentiero ora più pianeggiante i prati del Covolo (Kofelwiese), dove si trova un primo bivio per Santa Maddalena di Funes, lungo il sentiero n. 32A. Da qui si riprende la salita su ampio pascolo sino a guadagnare la Sella Col Magrei (2160 m), passando sotto la cima Lavina Bianca (Weißlahnspitzen), iniziando a scorgere le cime delle Odle.

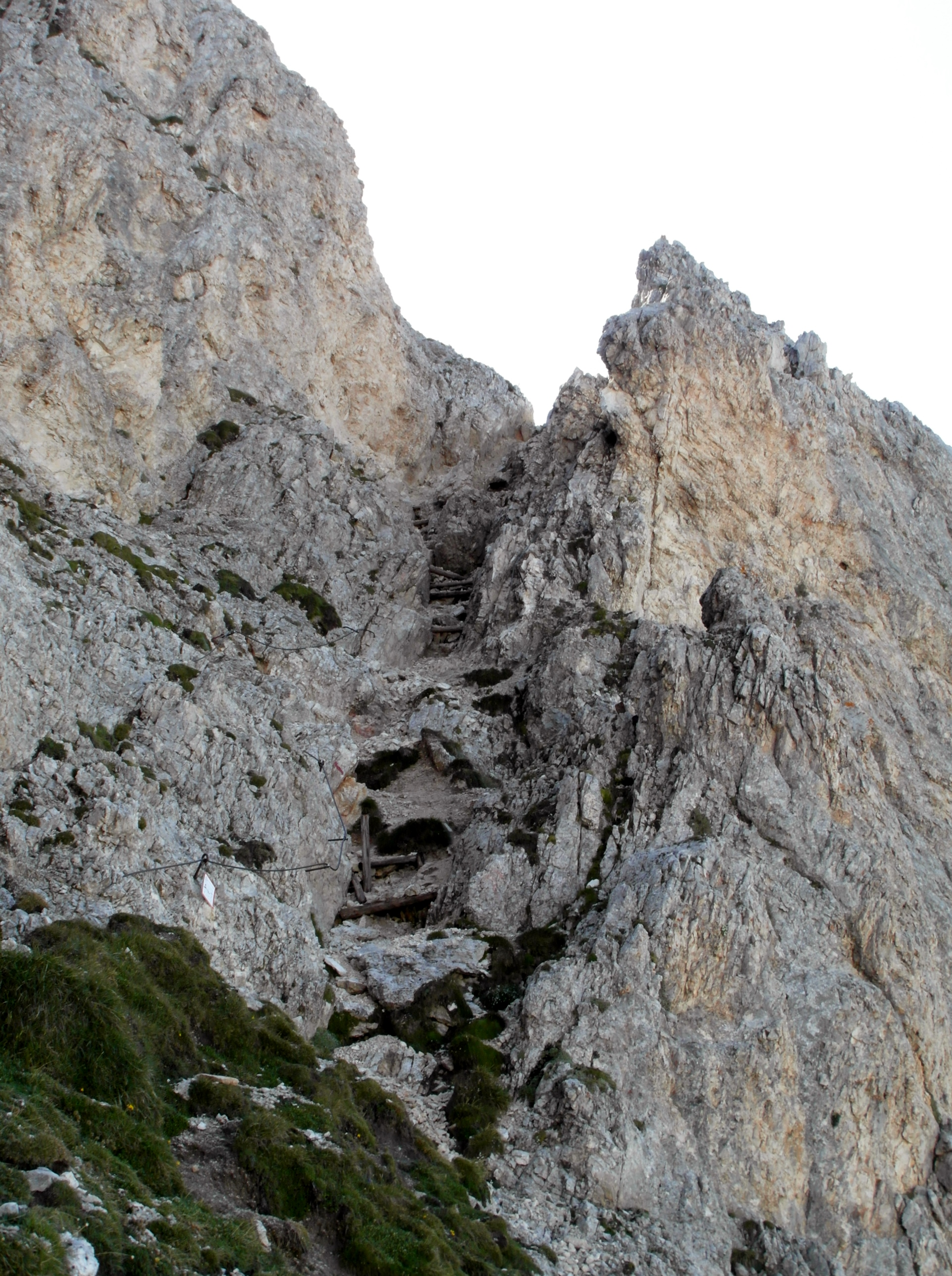
Il primo tratto attrezzato superato il monte Tullen

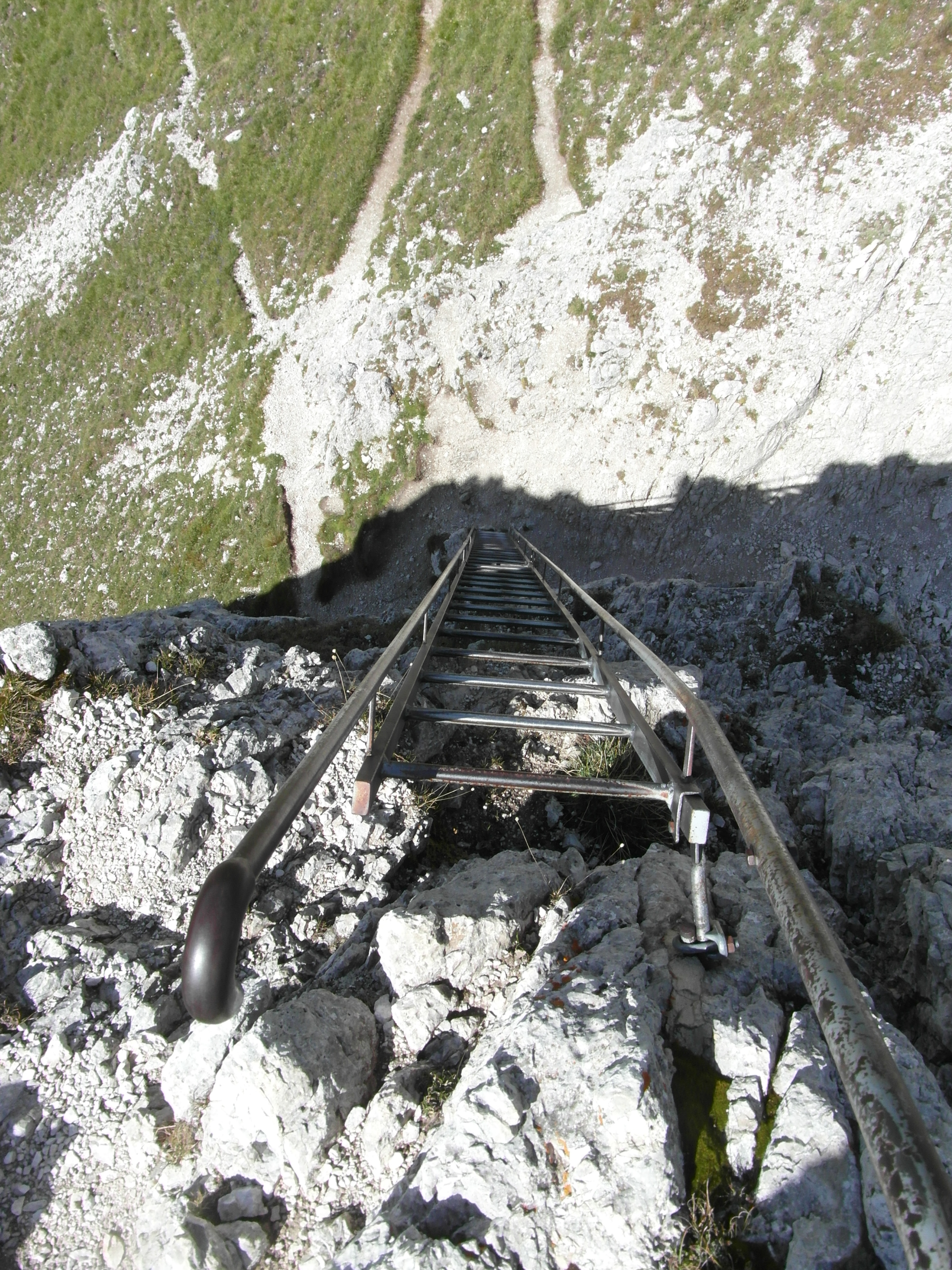
La scala di 15 metri che conclude il sentiero

Proseguendo si arriva ad un secondo bivio con il sentiero n. 25 che porta verso malga Zannes (1.679 m); fin qui 1,5 ore dalla partenza. Si prosegue sempre lungo il sentiero GM-25, per arrivare al terzo bivio, che permette la salita al monte Tullen (2.654 m), la cui cima è raggiungibile grazie ad altre corde fisse, sempre prestando attenzione ai detriti molto instabili e franosi; fin qui 3 ore dalla partenza. Dalla cima del monte, massima sommità delle Odle di Eores, si gode un ottimo panorama: Sass de Putia, le Odle, le Alpi Aurine, le Vedrette di Ries, i monti di Fundres e di Casies, le cime dolomitiche lungo la Val Badia e il monte Pelmo.
Scesi dalla cima in circa 15 minuti di ripida discesa, si ritorna al bivio precedente e si continua a sinistra sempre lungo il sentiero GM. A breve inizia un altro tratto attrezzato, con un primo stretto canale (30 metri) che con tratti esposti, ma sempre ben assicurati, portano alla displuviale del Sasso della Conca (2.590 m). Da qui si prosegue con un saliscendi tra roccette e corde attrezzate, costeggiando la corona rocciosa del Monte Confin (Ringspitze), 2.625 m, fino a raggiungere una scala metallica di circa 15 metri. Infine si giunge al giro di boa, presso la forcella del Putia (Peitlerscharte) a 2.357 metri; circa 5 ore dalla partenza.
Dalla forcella inizia la via del ritorno, che passa per il lato nord della piccola catena montuosa, e permette di arrivare senza troppe difficoltà dapprima al bivio stradale per il passo delle Erbe ed infine al punto di partenza, in un totale di 7 ore circa.
Un'alternativa sarebbe quella di raggiungere il passo delle Erbe (1.987 m) direttamente dalla forcella.

## Strutture ricettive
- Rifugio Genova (Franz-Schlüter-Hütte) 2.306 m s.l.m.
- Rifugio al passo delle Erbe (Ütia de Börz) 2.003 m s.l.m.[3]